# Jiangjunosaurus junggarensis
Jiangjunosaurus junggarensis es la única especie conocida del género extinto  Jiangjunosaurus  (zho.“lagarto general”), un dinosaurio tireóforo estegosáurido, que vivió a finales del período Jurásico, hace aproximadamente 162 y 156 millones de años, en el Oxfordiense, en lo que hoy es Asia.

## Descripción
Jiangjunosaurus es un dinosaurio acorazado con placas, que medía 6 metros de largo, 1,5 de alto y se le estima un peso de 1500 kilogramos, pudiendo haber sido un objeto de presa de Sinraptor. Los descriptores establecieron tres rasgos distintivos: las coronas de los dientes son simétricas y en vista lateral más anchas que altas, el axis, la segunda vértebra del cuello, tiene un perfil rectangular en vista lateral, en lugar de uno triangular y las vértebras cervicales posteriores tienen grandes aberturas de venas en sus lados.
El cráneo de Jiangjunosaurus es relativamente alargado, con un ancho máximo por encima de los postorbitales que corresponde probablemente al 35% de la longitud del cráneo. Hay al menos catorce dientes en el maxilar. El cuadradoyugal tiene una rama frontal horizontal robusta y una rama vertical corta y delgada, de solo la mitad de altura del eje del cuadrado. No hay un foramen paracuadrático claro  que se abra entre el cuadrado y el cuadratoyugal. El cuadrado está inclinado hacia atrás y tiene una depresión en su brida que está en contacto con el pterigoideo. No hay una abertura clara entre las ramas delanteras de los pterigoideos. El predentario, el núcleo óseo del pico inferior colocado en los frentes de ambas mandíbulas inferiores, tiene una "barbilla" profunda y en forma de gancho. Entre la hilera predentaria y la fila de dientes, existe un espacio igual a aproximadamente cuatro posiciones de los dientes. Desde la parte trasera de un estante de huesos en la parte exterior de la fila de dientes, una placa vertical se extiende hacia arriba ocultando esa fila en vista lateral. La placa continúa hacia atrás en un proceso coronoideo alto. Entre los huesos dentario, surangular y angular está presente una fenestra mandibular triangular bastante alta. El dentario tiene veintiún dientes, que son un poco más grandes que los de las mandíbulas superiores. Todos los dientes de Jiangjunosaurus son simétricos con un perfil triangular. Los bordes delanteros y traseros tienen ambos siete dentículos. En vista lateral, los dientes son anchos, casi tanto como altos. Sus lados interno y externo están curvados convexamente desde la parte delantera hacia la parte posterior. Las crestas verticales habituales están presentes pero débilmente desarrolladas; Los dientes anteriores y posteriores carecen de ellos por completo. Las crestas verticales primarias en el medio están ausentes.
De las vértebras del cuello, la segunda, el axis, tiene una espina neural o proceso espinoso que es rectangular en vista lateral, debido a un borde frontal superior al normal. Es alargado y bastante bajo. Desde la quinta vértebra cervical en adelante, aparecen grandes depresiones en la parte inferior trasera del cuerpo vertebral. Estos están perforados por grandes aberturas que se vuelven progresivamente más amplias en la serie. Estos agujeros son superficialmente muy similares a las aberturas neumáticas presentes en los dinosaurios saurisquios. Sin embargo, las exploraciones TAC de los fósiles de Jiangjunosaurus revelaron que las aberturas no están conectadas a los espacios aéreos internos y, por lo tanto, probablemente solo se trata de conductos para las venas. Algunas costillas dorsales tienen una pestaña en forma de media luna en sus extremos inferiores.
Se han conservado dos placas de cuello, probablemente en su posición original. Una se coloca sobre el axis, la otra sobre la tercera cervical. Las placas son de forma aproximadamente circular o en forma de diamante. Son un poco más altas que anchas en vista lateral, tienen una parte superior triangular obtusa y una base constreñida. Las bases son transversalmente más gruesas que las secciones superiores, que muestran un patrón de crestas divergentes finas. Las placas se colocan a la derecha de las espinas neurales y los descriptores asumieron que originalmente había dos filas.

## Descubrimiento e investigación
En 2002, Liu Yongfei descubrió los restos de un estegosáurido. Estos fueron recolectados por una expedición sino-estadounidense y preparados por Xiang Lishi y Ding Xiaoqing. Jiangjunosaurus fue encontrado en la formación Shishugou, en la Provincia de Xinjiang, en China. Conocido por un esqueleto de la mitad delantera de un ejemplar sub adulto fue descrito por Jia, Forster, Xu y Clark, 2007. El nombre es dado por la antigua ciudad del desierto Jiangjunmiao, cercana a la zona del descubrimiento, Jiangjun, 將 軍, es "general" en chino y el nombre de la ciudad, el "templo del general", ha sido explicado se el lugar entierro de uno de ellos. El nombre de la especie se refiere a la procedencia de los Junggar. El holotipo , IVPP V 14724, se encontró en una capa de la formación Shishugou, que data del Oxfordiano. Incluye la mandíbula, algunos huesos del cráneo posterior, once vértebras del cuello, costillas, una escápula, un coracoides y dos placas del cuello. Estos elementos fueron encontrados en articulación casi perfecta. Representa a un individuo subadulto.

## Clasificación
Jiangjunosaurus fue clasificado en la familia Stegosauridae en 2007. Los autores concluyeron que dentro de su familia tenía una posición basal. Esto no se basó en un análisis cladístico exacto, sino se usó el método de la anatomía comparativa. Jiangjunosaurus muestra una mezcla de rasgos basales y derivados. Los caracteres que son típicamente estegosáuridos son el cuadrado inclinado, la placa vertical en el dentario, la depresión en el borde pterigoideo del cuadrado, el borde inferior de la escápula que excede el borde superior del coracoides en longitud y la doble hilera de placas de cuello más grandes. Se sugiere una posición basal de estegosaurio por la rama frontal horizontal del cuadratojugal combinada con un proceso ventral en el cuerpo principal.